# 至福者
本記事：至福者（しふくしゃ、ギリシア語: μακάριος, ロシア語: Блаженный, 英語: the Blessed）では、正教会における聖人の称号を扱う。
西方教会において著名な神学者である、ヒッポの聖アウグスティヌス、ストリドンの聖ヒエロニムスに付与される称号として用いられる。ロシアでは、"Блаженный"（ブラジェンヌィ）は、例えば聖ワシリイ・ブラジェンヌィや聖シモン・ブラジェンヌィといった、佯狂者の別称としての意味で使われることもある。
他言語ではカトリック教会における福者と同じ単語が使われるが、概念は大きく異なる。カトリック教会における福者は聖人の前段階であるのに対し、正教会においては聖人の一称号である。